# Canadian Football Network
Pour les articles homonymes, voir CFN.
Canadian Football Network était un service de contenu télévisuel sportif canadien ayant existé entre 1987 et 1990.

## Histoire
Après la saison 1986, le réseau CTV a abandonné la diffusion des matchs de la Ligue canadienne de football. Le Canadian Football Network a été créé par la ligue en 1987 afin de produire et distribuer les matchs en syndication sur des chaînes indépendantes canadiennes. Les matchs de la Coupe Grey ont aussi été diffusés aux États-Unis sur ESPN.
La situation financière n'étant pas satisfaisante, la ligue a mis fin à CFN après la saison 1990.

## Commentateurs
- Nick Bastaja
- Dave Hodge
- Bob Irving
- Dan Kepley
- Tom Larscheid
- Neil Lumsden